# Le Maître d'école
Le Maître d'école is een Franse film van Claude Berri die werd uitgebracht in 1981. 
Het scenario volgt het verhaal Journal d'un éducastreur van Jules Celma, zelf een onderwijzer.
In Frankrijk was deze komedie een van de meest succesrijke Franse films van 1981, voornamelijk dankzij de enorme populariteit van hoofdrolspeler Coluche.

## Verhaal
Gérard Barbier werkt als verkoper in een kledingwinkel. Op een dag wordt hij aan de deur gezet omdat hij een betrapt jong winkeldiefje verdedigde tegen de agressiviteit van zijn baas.
Aangezien Gérard destijds zijn baccalaureaat heeft behaald en dus het nodige diploma heeft, besluit hij een job in het onderwijs te zoeken. Bovendien heeft hij graag kinderen. 
Hij gaat aan de slag als interimleerkracht in een lagere school in een Parijse buitenwijk waar hij het beroep op de 'werkvloer' zal aanleren. Aanvankelijk verloopt alles naar wens maar na een tijdje begint hij te beseffen dat hij de job helemaal verkeerd heeft ingeschat. 

## Rolverdeling
| Acteur                 | Personage                                                                                 |
| ---------------------- | ----------------------------------------------------------------------------------------- |
| Coluche                | Gérard Barbier                                                                            |
| Josiane Balasko        | juffrouw Jacqueline Lajoie, een door de leerlingen weinig gewaardeerde collega van Gérard |
| Charlotte de Turckheim | Charlotte, de vrouw van Gérard                                                            |
| Jacques Debary         | directeur van de school en leerkracht in de kleuterschool                                 |
| Roland Giraud          | mijnheer Meignant, vakbondsafgevaardigde en collega van Gérard                            |
| Georges Staquet        | vader van Gérard                                                                          |
| Claude Bertrand        | vader van Charlotte                                                                       |
| André Chaumeau         | pedagogisch adviseur die Gérard ondersteunt                                               |